# Garci Sánchez de Badajoz
Garci Sánchez de Badajoz, född 1460 i Écija, provinsen Sevilla, död 1526, var en spansk skald.
Sánchez de Badajoz var en mästare i formen och stor humanist, men gjorde sig beryktad genom sina obehärskade hädelser mot allt heligt. I Cancionero general finns intagna några av hans dikter, som Sueno och Visiones de Job apropiadas á las pasiónes de amor, som är en parodi på Jobs bok, samt Lamentaciones de amor. En för tidens smak väl avpassad allegori har Sánchez de Badajoz givit i El inferno del Amor, där Macías, Rodríguez de la Cámara, Santillana och Jorge Manrique framställs som kärlekens apostlar.